# Leon Williams (baloncestista de 1986)
León "Bigs" Williams (nacido 24 de julio de 1986 en Baltimore, Maryland) es un jugador profesional de baloncesto con doble nacionalidad beliceña y estadounidense. Actualmente juega en Atenas de Córdoba de la Liga Nacional de Básquet de Argentina.

## Biografía
Se formó como jugador en la Universidad de Ohio donde en su último año promedió 16,4 puntos y 9,8 rebotes por partido. En la temporada 2008/09 dio el salto a Europa para fichar por el Pinar Karsiyaka SK Izmir de la liga turca. Tanto ese año como el siguiente, en el que formó parte del Erdemirspor Belediyesi, finalizó como máximo reboteador de la competición otomana.
En 2010 ficha por el Strasbourg IG de la LNB francesa, pero cuando se encontraba realizando la pretemporada abandonó el equipo alegando problemas familiares para rescindir su contrato.
En agosto de 2011 se oficializa su fichaje por el Cáceres Patrimonio de la Humanidad de la liga LEB Oro de España. En Cáceres, fue uno de los máximos artífices de que el equipo alcanzara las semifinales en los play-off de ascenso a la liga Endesa, aportando unas medias de 12,1 puntos y 7,6 rebotes en los 26 minutos por encuentro que disputó durante la temporada regular.
A principios de julio de 2012, se confirmó su regreso a Turquía, tras firmar un contrato con el Antalya BB de la TBL.

## Trayectoria profesional
- 2004-08. Universidad de Ohio. NCAA
  - 2006 y 2007. Belize Bank Bulldogs.
- 2008-09. Pinar Karsiyaka. TBL
- 2009-10. Erdemirspor Belediyesi. TBL
- 2010. Strasbourg IG. LNB (abandonó el club en la pretemporada)
- 2011-12. Cáceres Patrimonio de la Humanidad. LEB Oro
- 2012-14. Goyang Orion Orions
- 2013-16. Cangrejeros de Santurce
- 2014-15. Anyang KGC
- 2016. EK Kavala
- 2016. BEST Balıkesir. TBL
- 2016 Busan KT Sonicboom. KBL
- 2018. Salta Basket. LNB
- 2019. Atenas. LNB